# Friedrich Wilhelm Meyer (Verleger)
Friedrich Wilhelm Meyer (geboren 19. April 1695 in Lemgo; gestorben 5. August 1774 in Braunschweig) war ein deutscher Drucker, Verleger und Buchhändler.

## Leben
Meyer war Sohn des Verlegers und Druckers Heinrich Wilhelm Meyer, in dessen Lemgoer Betrieb er das Handwerk des Buchdruckens erlernte. Nachdem er anschließend an der Universität Jena studiert hatte, wurde er 1716 Geschäftsführer der Braunschweiger Filiale seines Vaters. Diese war, ebenfalls 1716, durch seinen Vater durch Kauf der in Konkurs gegangenen größten Braunschweiger Druckerei von Christoph Friedrich Zilliger erheblich vergrößert worden. 1719 übernahm Meyer die väterliche Druckerei-Filiale auf eigene Kosten und erweiterte sie. Im selben Jahr gründete er eine Sortimentsbuchhandlung, zudem wandelte er die von Zilliger übernommene, bis dahin nur drei Mal wöchentlich erschienene Braunschweigische Post-Zeitung in eine Tageszeitung um. Diese soll Meyer zeitweilig auch selbst redigiert haben. Durch die Herausgabe dieses Blattes sowie des damals teils mehr als 10000 Exemplare umfassenden Braunschweiger Verbesserten Schreib-Kalenders, der noch im 20. Jahrhundert umgewandelt in einen Heimatkalender durch die Firma Johann Heinrich Meyer herausgegeben wurde, sicherte Friedrich Wilhelm Meyer und dessen Familie regelmäßige Einnahmen.
1728 richtete Meyer eine Filiale in Helmstedt ein, die er wegen Verlusten 1733 wieder aufgab.

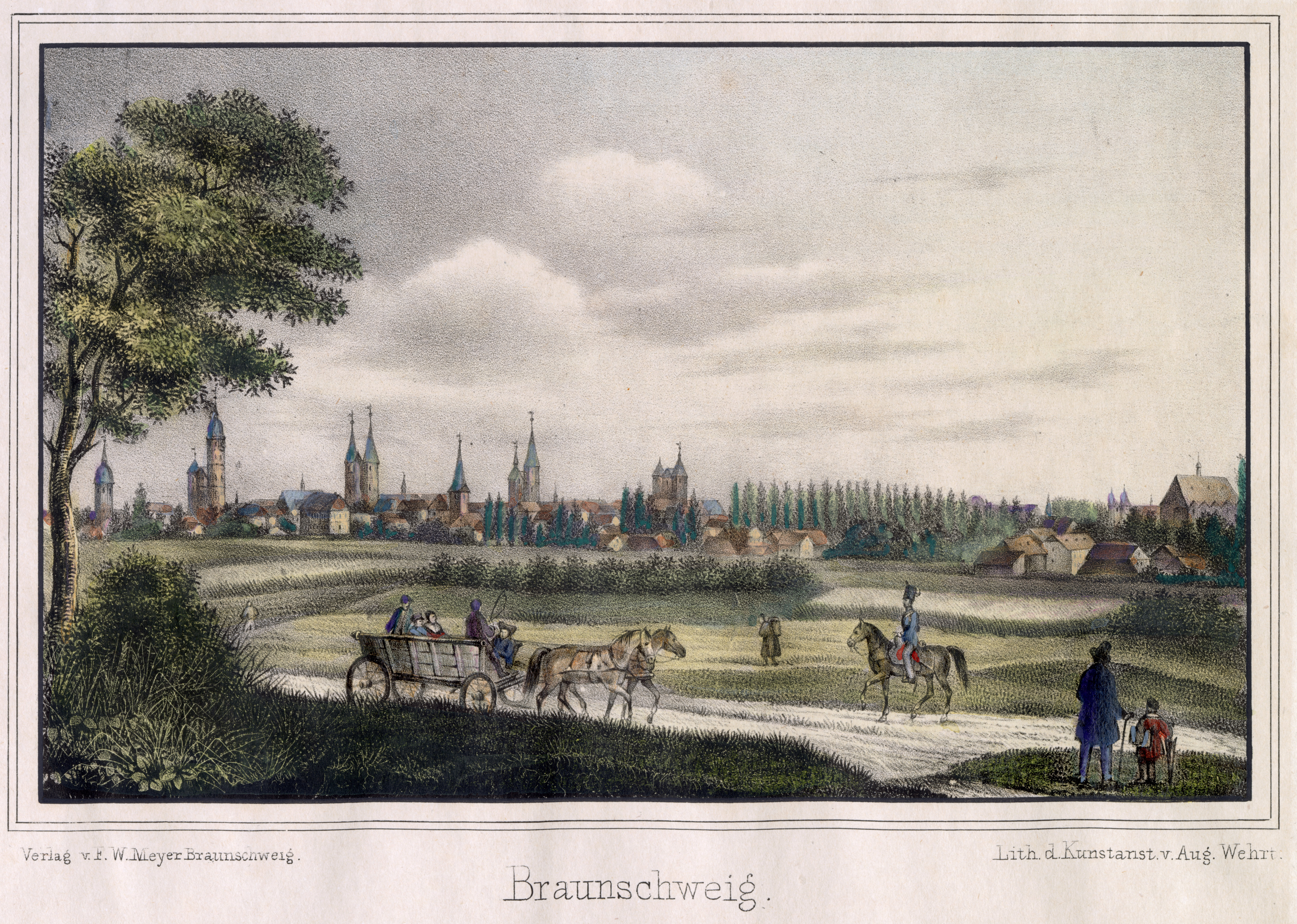
Handkolorierte Lithografie „Braunschweig“ der Kunstanstalt von Aug. Wehrt;
1830er Jahre circa, Verlag von F. W. Meyer

Meyer konnte über Jahrzehnte nahezu konkurrenzlos in Braunschweig arbeiten, insbesondere durch die im Zeitalter des Absolutismus durch die jeweilige Landesherrschaft exklusiv vergebenen Privilegien, durch die in der Regel jeweils eine Monopolstellung vergeben wurde. Nachdem im Zuge einer veränderten Wirtschaftspolitik die Privilegien durch Konzessionen abgelöst wurden, nahm der Wettbewerb im Druckerei- und Verlagswesen zu. So ging der Druck der bis dahin von Meyer produzierten Braunschweiger Anzeigen auf die 1751 gegründete Waisenhausdruckerei über, ebenso der Druck der Bibeln. Dennoch blieb Meyer Marktteilnehmer: Nach seinem Tod 1774 führte anfangs dessen Witwe, später gemeinsam mit ihrem Sohn Johann Christoph Meyer, die Meyerschen Geschäfte fort. Zwar konnte die Buchhandlung insbesondere der 1787 von Johann Heinrich Campe gegründeten Schulbuchhandlung nicht standhalten; sie wurde 1789/90 in einer Auktion versteigert. Doch die Meyersche Druckerei – im Jahr 1800 von Meyers Enkel Johann Heinrich Meyer übernommen – führte das Unternehmen noch bis in das 3. Jahrtausend fort.

## Archivalien
Archivalien von und über das Meyersche Unternehmen finden sich beispielsweise
- im Stadtarchiv Braunschweig, Archivsignatur G IX 53[2]